# Sidsel Katrine Slej
Sidsel Katrine Slej er en dansk forfatter. Hun har en kandidatgrad i historie og multimedier fra Århus Universitet. Desuden står hun også bag podcasten 'Tusmørketimen' som er lavet i samarbejde med forfatter Haidi Wigger Klaris.